# Aphelinus siphonophorae
Aphelinus siphonophorae är en stekelart som först beskrevs av William Harris Ashmead 1888.  Aphelinus siphonophorae ingår i släktet Aphelinus och familjen växtlussteklar. Inga underarter finns listade i Catalogue of Life.